# Kaufhaus der Gebrüder Jabłkowski
Das zwischen 1913 und 1914 errichtete Kaufhaus in der Bracka-Straße 25 in Warschau war ursprünglich im Besitz des Unternehmens der Gebrüder Jabłkowski (polnisch: Bracia Jabłkowscy). Das Gebäude ist bis heute nach ihnen benannt.

## Geschichte
Das Unternehmen der Gebrüder Jabłkowski zog am 7. November 1914 von einem benachbarten Mietshaus in der Bracka-Straße 23, wo es seit 1900 Räume gemietet hatte, in das neu errichtete Gebäude um.

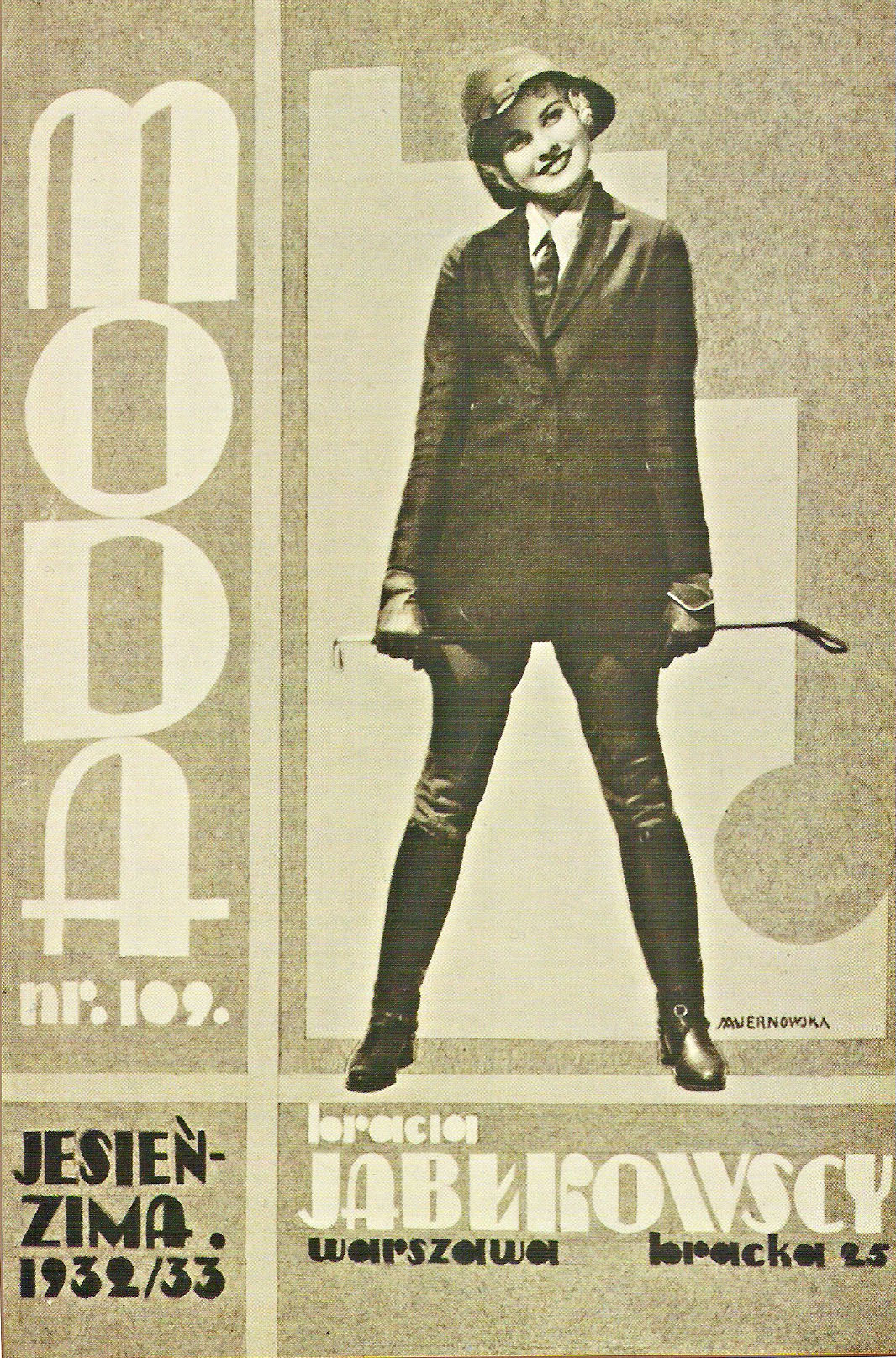
Titelseite der Modezeitschrift, Herbst-Winter 1932/1933

Durch die direkte Beschaffung bei den Herstellern konnte das Unternehmen die Zwischenhändler ausschalten und den Kunden Produkte zu wettbewerbsfähigen Preisen anbieten. Um das Einkaufserlebnis angenehmer zu gestalten, wurde im dritten Stock ein Café eröffnet, und während der Sommersaison wurden auf der Dachterrasse Kefir und Fruchtsäfte serviert.
Das Kaufhaus der Jabłkowskis erlebte seine Blütezeit in der Zwischenkriegszeit. Bis 1939 war es die einzige Einrichtung dieser Art in Warschau und das größte Kaufhaus in Polen; es betrieb auch einen Versandhandel. Die Mitarbeiter des Hauses wurden zu Modeschauen nach Paris geschickt, um dort die neuesten Modekollektionen zu sehen.
Das Kaufhaus war auch während der deutschen Besatzung aktiv. Als Bestandteil des Durchgangslagers 121 Pruszków waren hier Arbeitskommandos stationiert, die unter deutscher Bewachung zur Zerstörung und Plünderung Warschaus eingesetzt waren. Während des Warschauer Aufstands unterstützte das Unternehmen die Aufständischen, indem es sie mit Kleidung, Schuhen und Lebensmitteln versorgte. Auch Munition wurde hier hergestellt. Als eines der wenigen Gebäude in diesem Warschauer Stadtteil überstand das Kaufhaus der Jabłkowskis glücklicherweise die Bombardierung der Stadt. Im Mai 1945 nahm es den Betrieb wieder auf. So wurde dort auch UNRRA-Waren verteilt.
Im Mai 1950 wurde das Gebäude der Familie Jabłkowski entzogen und das Unternehmen verstaatlicht. Im November 1951 wurde in dem Gebäude das Zentrale Kinderheim eröffnet. Später beherbergte es das Haus der Schuhe und Büros, und seit 1992 das Kaufhaus „Arka“. Später wurde dort eine große Buchhandlung, der Traffic Club, betrieben.
Im Jahr 1971 wurde das Kaufhausgebäude in die Denkmalliste eingetragen.
Im Juni 1996 reaktivierten die Erben der letzten Eigentümer die Firma Bracia Jabłkowscy und sanierten das Gebäude nach vielen Jahren.
Heute kann das Gebäude für Veranstaltungen angemietet werden.

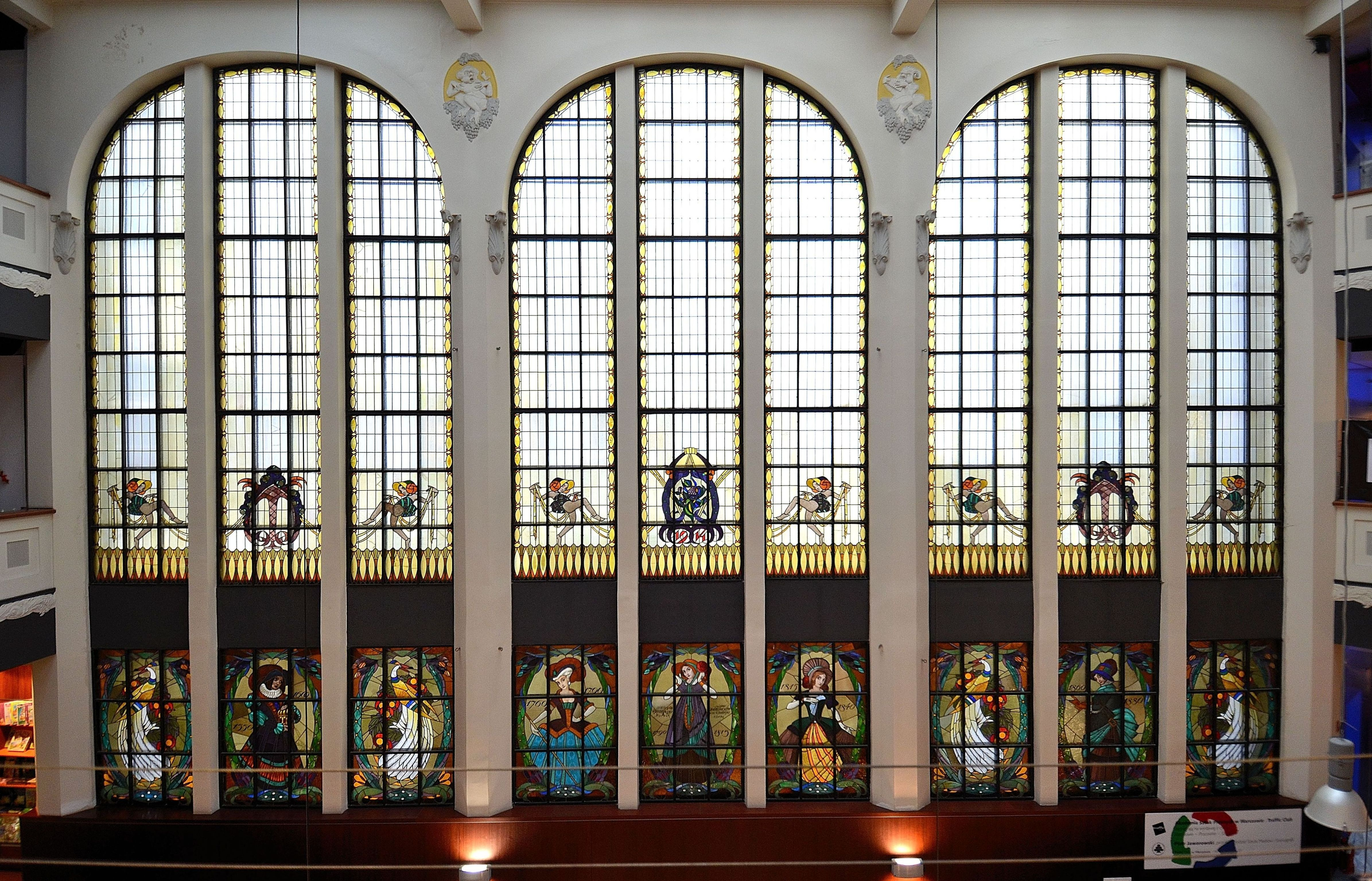
Buntglasfenster im Kaufhaus

## Architektur
Das modernistische Gebäude wurde zwischen April 1913 und November 1914 an der Stelle errichtet, an der sich zuvor das Heca (ein Tierkampftheater) befunden hatte. Es wurde nach einem Entwurf von Karol Jankowski und Franciszek Lilpop gebaut. Die Architekten ließen sich von den großen französischen und deutschen Kaufhäusern inspirieren, insbesondere von dem von Alfred Messel entworfenen Wertheim-Haus in Berlin.
Die Schaufenster sind durch kräftige profilierte Säulen getrennt, und der Eingang befindet sich in einer Nische, die von zwei dorischen Säulen getragen wird. Das Gebäude wurde in einer Rahmen- und Stahlbetonkonstruktion errichtet. Im schlichten, funktionalen Innenraum fällt vor allem das repräsentative Treppenhaus auf, das von halbrunden Fenstern mit Buntglasfenstern erhellt wird, die von Edmund Bartłomiejczyk entworfen und in der Werkstatt von Skibiński angefertigt wurden und vornehme Bürgerinnen der Stadt aus verschiedenen Epochen darstellen. In dem Gebäude wurde der erste gläserne Aufzug in Warschau installiert.
Bei der Renovierung der Fassade des Gebäudes im Jahr 2017 wurde die Farbe der Fassade von Braun in das ursprüngliche Grau geändert, und die Stuck- und Metallarbeiten wurden restauriert.

## Das neue Jablkowskis-Haus

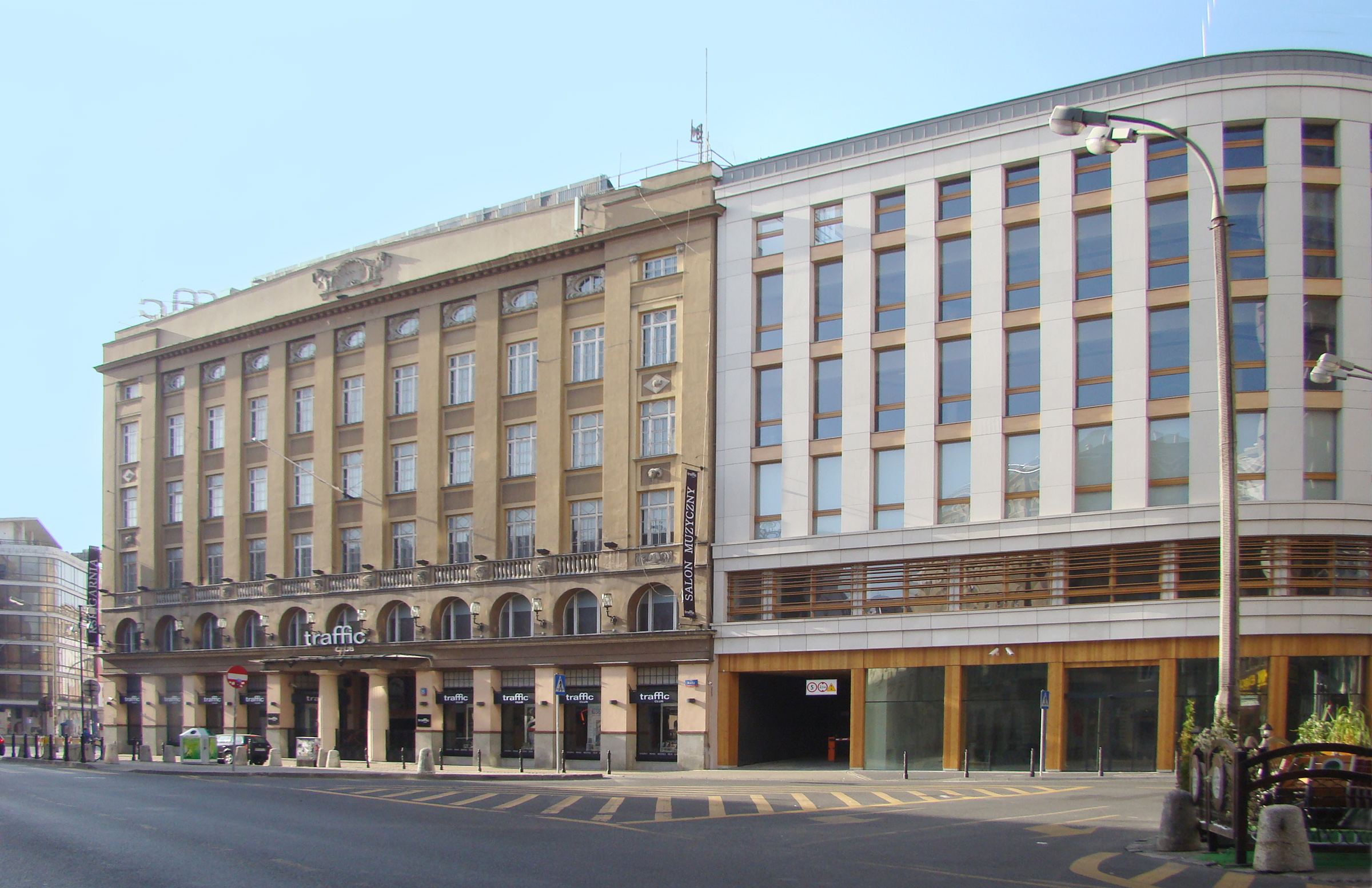
Das alte und neue Kaufhaus nebeneinander

Im Jahr 2010 begannen die Bauarbeiten für ein neues Kaufhaus an der Ecke Bracka- und Chmielna-Straße. Anstelle von Geschäften war hier jedoch ein Bürogebäude geplant. Es wurde im September 2011 fertiggestellt.
Das neue Haus der Gebrüder Jabłkowskis, das von den Architekten Ryszard Girtler und Marta Girtler-Szymborska entworfen wurde, verfügt über sechs oberirdische Stockwerke, wobei das Erdgeschoss für Dienstleistungen (einen Handy-Showroom) und die Etagen für Büros vorgesehen sind. In der Decke über dem Erdgeschoss wurde eine große Öffnung für einen Kran und eine Rolltreppe vorgesehen, durch die auch das erste Obergeschoss und möglicherweise das Untergeschoss erschlossen werden können. Der Eingang zum Gebäude erfolgt von der Chmielna-Straße aus.
Die Fassaden des Gebäudes sind im Maßstab des alten Kaufhausgebäudes gehalten. Es wurden grauer Sandstein und sibirische Lärchenholzverkleidungen verwendet. Die Ecke des Gebäudes ist bogenförmig angelegt, wobei die Fassaden von der Bracka- und der Chmielna-Straße nahtlos ineinander übergehen.